# Dokumentenformat
Ein Dokumentenformat ist ein Dateiformat für elektronische Textdokumente und andere elektronische Dokumente. Durch die Vielzahl der Dokumentenformate gestaltet sich der Austausch von Dokumenten manchmal schwierig. Andererseits besitzt jedes Dokumentenformat gewisse Eigenschaften, die es für bestimmte Zwecke prädestinieren.

## International standardisierte Dokumentenformate
Die internationale Standardisierungsorganisation ISO hat mehrere Dokumentenformate mit unterschiedlichen Ausprägungen zertifiziert. Das am weitesten verbreitete Dokumentenformat für bearbeitbare Dokumente ist sicher Office Open XML, ISO/IEC 29500. Aber auch für das Portable Document Format (PDF) gibt es ISO-Normen. Hier sind es sogar mehrere, eine allgemeine Norm und eine eingeschränkte Norm mit Spezialisierung auf Archivierung. Mit dem OpenDocument-Format (ODF) gibt es ein weiteres, alternatives Dokumentenformat.
Standardisierte Dokumentenformate werden im Allgemeinen von einer Vielzahl von Office-Paketen, darunter auch aktuelle Versionen von OpenOffice, KOffice und Microsoft Office, unterstützt.
Der ODF-Standard heißt IEC DIS 26300 (XML)

## Bekannte Dokumentenformate
- HTML
- PS
- PDF
- Microsoft-Word-Dateiformat, RTF
- ODF – u. a. von OpenOffice.org; standardisiert als ISO/IEC DIS 26300 (XML)
- LaTeX
- Wikitext (Syntax eines Wikis, z. B. der Wikipedia)
- BBCode (Syntax der meisten Foren)

## SGML/XML-basierte Dokumentenformate
Die folgenden Dokumentenformate basieren auf XML oder SGML.
Ein Vorteil von XML ist die einfache Möglichkeit der strukturierten
Recherche und Weiterverarbeitung durch Informationsextraktion.
- HTML/XHTML (SGML/XML)
- DocBook (SGML/XML)
- TEI – Text Encoding Initiative (SGML/XML)
- ODF – u. a. von OpenOffice.org; standardisiert als ISO/IEC DIS 26300 (XML)
- ISO 12083 (SGML/XML)
- DiML – Dissertation Markup Language (SGML/XML)
- NITF – News Industry Text Format (XML)
- DITA – Darwin Information Typing Architecture (XML)